# اچ‌دی ۱۴۴۱۲
اچ‌دی ۱۴۴۱۲ یک ستاره است که در صورت فلکی کوره قرار دارد.